# FahrBus Gmünd
Die FahrBus Gmünd GbR war ein Verkehrs- und Tarifverbund im Ostalbkreis. Das Verbundgebiet erstreckte sich über das Gebiet des Altkreises Schwäbisch Gmünd. 

## Beschreibung
Das Verbundgebiet war 455 km² groß und in quadratische Tarifzonen aufgeteilt. In den Gemeinschaftstarif integriert waren sechs regionale Busunternehmen, diese betrieben zusammen elf Regionalbuslinien (21, 61, 62, 63, 72, 73, 74, 75, 76, 266 und 267). FahrBus Gmünd selbst war für den Gemeinschaftstarif und die Koordinierung der Fahrpläne zuständig, betrieb selbst jedoch keine eigenen Busse. Die Linienkonzessionen für die einzelnen Buslinien lagen weiterhin bei den jeweiligen Busunternehmen. Der Stadtverkehr in Schwäbisch Gmünd wurde von der Firma Stadtbus Gmünd übernommen, die ebenso wie der Schienenpersonennahverkehr im Verbundgebiet (Remsbahn) und Fahrbus Gmünd Mitglied im Verbund OstalbMobil waren.
Jährlich beförderten die Verkehrsunternehmen etwa 1,3 Mio. Fahrgäste auf 1,7 Millionen Fahrplankilometern an 490 Haltestellen.

## Geschichte
Der Verbund wurde am 26. April 2003 gegründet. Bereits im Dezember 2007 wurde FahrBus Gmünd tariflich weitgehend in die damals neugegründete landkreisweite Fahrpreiskooperation OstalbMobil integriert. Am 20. Dezember 2011 fusionierte FahrBus Gmünd mit der FahrBus Ellwangen zur FahrBus Ostalb. Mit Aufwertung des Gemeinschaftstarifs OstalbMobil zu einem vollständigen Verkehrsverbund ging FahrBus Ostalb am 9. Juli 2015 mit Wirkung zum 1. August 2015 im Verkehrsverbund OstalbMobil auf.

## Verkehrsunternehmen im FahrBus Gmünd
- Betz Omnibusverkehr, Waldstetten
- Karl Jakob Omnibusverkehr, Göggingen
- Kolb Omnibusverkehr GmbH, Lindach
- Siegfried Krieger GmbH, Schechingen
- Regiobus Stuttgart GmbH, Stuttgart
- Omnibus Schuster GmbH & Co. KG, Durlangen

## Weblink
- www.fahrbusgmuend.de